# 雷鍾德
雷鍾德（1842年12月30日—1910年），派名潤身，字子脩，又字仲宣，號禹門，行二，陝西省興安府安康縣人，原籍西安府渭南縣。

## 生平
同治三年甲子科舉人，同治十年辛未科進士，欽點翰林院庶吉士。歷署任四川理番直隸廳同知、 石砫直隸廳同知、寧遠府知府、嘉定府知府、雅州府知府、潼川府知府、重慶府知府、成都府知府、督辦寧遠夷務。罷官後以貧卒。
光緒十年任石砫直隸廳同知時，除暴安良。盡心民事。鄉民在石砫城東黃水壩入楚大道側立德政碑。